# ساكولوم أوبسكوروم

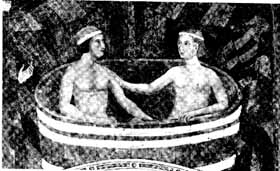

ساكولوم أوبسكوروم (باللاتينية: Saeculum obscurum) التي تعني العصور المظلمة هو اسم يعطى لفترة في تاريخ البابوية خلال النصف الأول من القرن العاشر، بدءًا من حبرية البابا سرجيوس الثالث في عام 904 واستمرت لستين عامًا حتى وفاة البابا يوحنا الثاني عشر في عام 964. وخلال هذه الفترة، تأثر الباباوات بقوة من قبل عائلة توسكولوم وثيوفيلاكت الرومانية الأرستقراطية الفاسدة والقوية النفوذ وأقاربهم، حيث سيطرت العائلة على الساحة السياسية البابوية لأكثر من نصف قرن.
انتهت الفترة مع وصول ليون التاسع إلى الكرسي الرسولي، والذي كانت من أهم أعماله إصدار مراسيم ضد بيع وشراء المناصب اللاهوتية وضد زواج الكهنة. وقد دعَّمت أعماله من مكانة البابوية وهيبتها.

## قائمة الباباوات خلال مرحلة ساكولوم أوبسكوروم
- سرجيوس الثالث (904–911) عشيق مزعوم لماروزيا
- أناستاسيوس الثالث (911–913)
- البابا لاندو (913–914)
- يوحنا العاشر (914–928)، يُزعم أنه عاشق ثيودورا (الأم)، ويُزعم أنه قُتل على يد ماروزيا.
- لاون السادس (928–928)
- ستيفان السابع (928–931)
- يوحنا الحادي عشر (931–935) ابن ماروزيا، الابن المزعوم للبابا سرجيوس الثالث
- لاون السابع (936–939)
- ستيفان الثامن (939–942)
- مارينوس الثاني (942–946)
- أغابيتس الثاني (946–955)
- يوحنا الثاني عشر (955–964) حفيد ماروزيا من ابنها ألبيريك الثاني من سبوليتو